# Phelsuma klemmeri
Espèce
Statut de conservation UICN

 EN B1ab(iii) : En danger
Statut CITES
Phelsuma klemmeri est une espèce de geckos de la famille des Gekkonidae.

## Répartition
Cette espèce est endémique de la région de Diana à Madagascar.
Ce gecko vit dans la forêt humide de Madagascar.

## Description

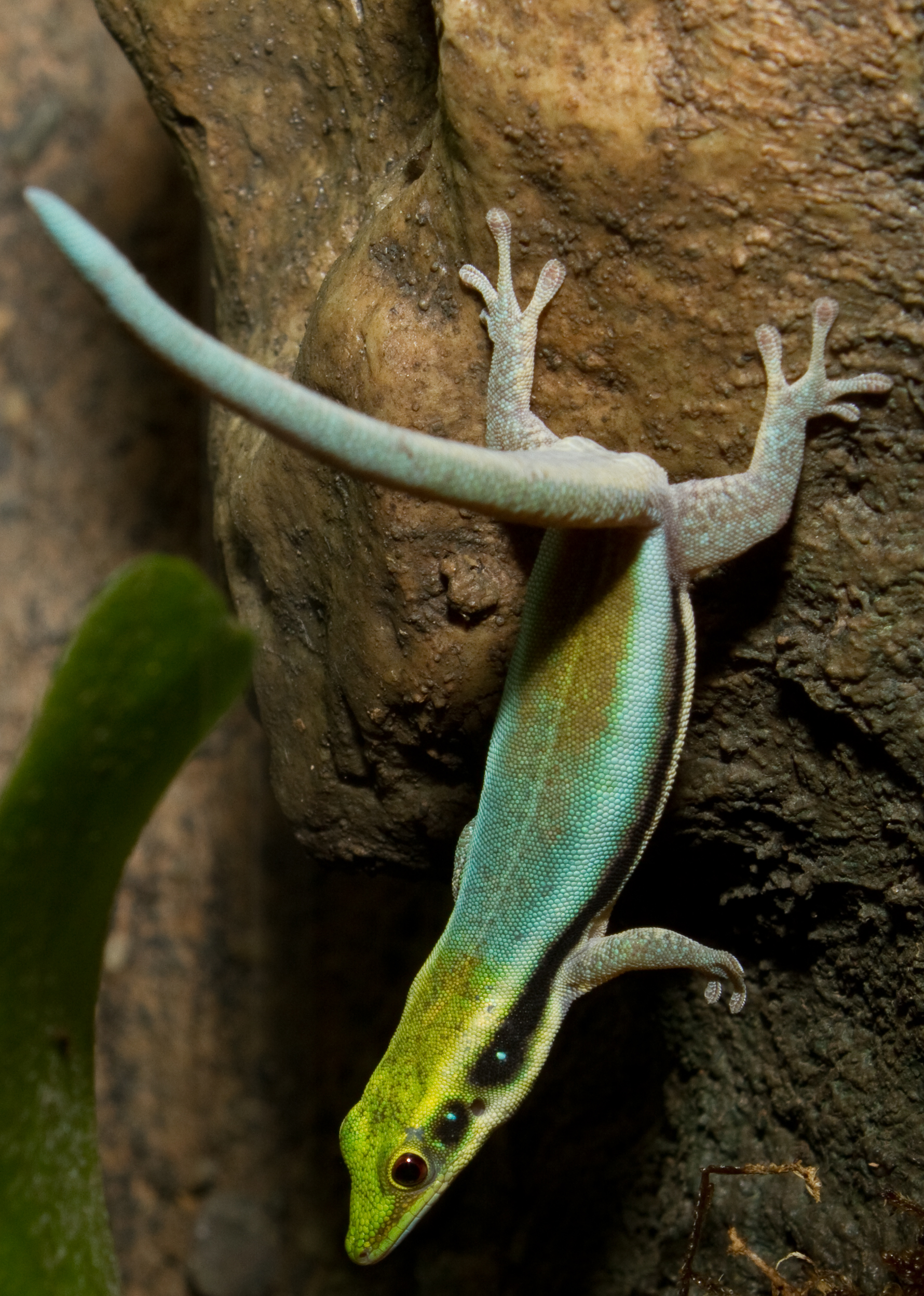
Phelsuma klemmeri

Ce gecko d'aspect longiligne est de teinte bleu gris, avec les pattes et le dessus du dos gris, marron jaune ou turquoise avec deux bandes latérales turquoise. Une ligne noire part des pattes arrière et remonte les côtés jusqu'aux yeux. La tête est jaune verdâtre avec quelques points noirs. La queue est gris turquoise.

## Comportement
C'est un animal très rapide, et prompt à s'enfuir, bien qu'il soit d'un naturel plutôt curieux.

## Alimentation
Ce gecko est insectivore mais il consomme également des fruits, en léchant la pulpe.

## Reproduction
Les œufs sont collés à un support, comme une plante. Les œufs incubent pendant un peu plus de deux mois à température ambiante.
À la naissance ces animaux sont de très petite taille, environ 25 mm.

## Étymologie
Cette espèce est nommée en l'honneur de Konrad Klemmer.

## En captivité
Cette espèce se rencontre en terrariophilie.

## Publication originale
- Seipp, 1991 "1990" : Eine neue Art der Gattung Phelsuma Gray 1825 von Madagaskar (Reptilia: Sauria: Gekkonidae). Senckenbergiana biologica, vol. 71, n. 1/3, p. 11-14.